# Limnozetes silvicola
Limnozetes silvicola är en kvalsterart som beskrevs av Hammer 1961. Limnozetes silvicola ingår i släktet Limnozetes och familjen Limnozetidae. Inga underarter finns listade i Catalogue of Life.